# Thornton (New Hampshire)
Thornton – miasto w Stanach Zjednoczonych, w stanie New Hampshire, w hrabstwie Grafton.